# Hebendorf
Hebendorf  ist ein Gemeindeteil der Gemeinde Rentweinsdorf im unterfränkischen Landkreis Haßberge in Bayern.

## Geografie
Die Einöde befindet sich etwa zweieinhalb Kilometer ostnordöstlich von Rentweinsdorf auf einer Höhe von 325 m ü. NHN. Sie liegt in einem Hochplateau auf einem Höhenzug der Haßberge und etwa 70 Höhenmeter über den Tälern der westlich fließenden Baunach und der Itz östlich.

## Geschichte
Die exponierte Höhenlage war dank ihrer weiten Sicht über die Täler bereits im Mittelalter der Standort einer Turmhügelburg, deren untertägige Reste als Bodendenkmal geschützt sind.:5 Die Höhenburg nahm eine Fläche von etwa 5000 m² ein und südlich davon siedelten sich zwei Gehöfte an. Die Erstnennung war 1444.

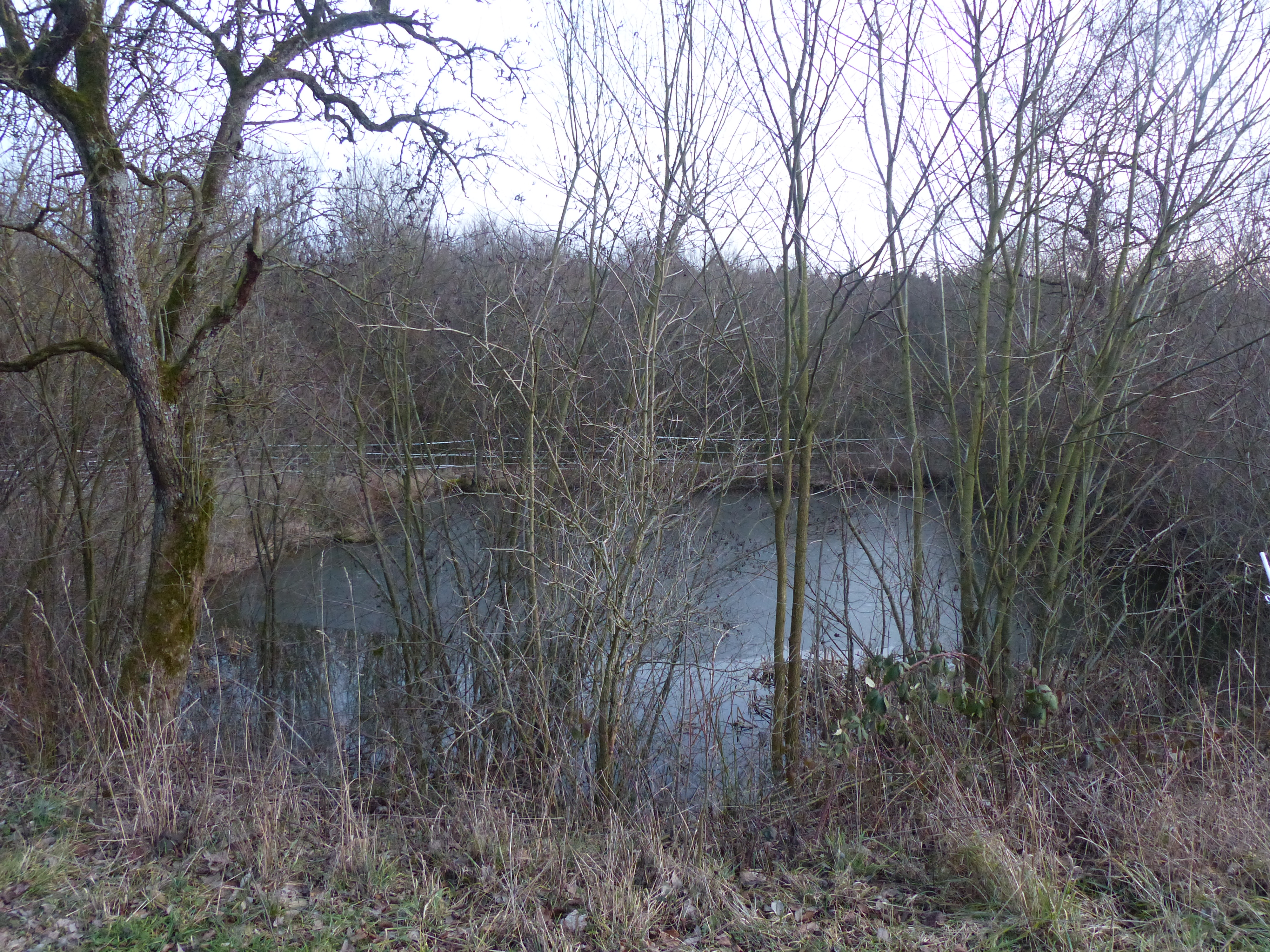
Der Hebendorfer Weiher

Im Jahr 1805 zählte Hebendorf 18 Seelen. Das bayerische Urkataster zeigt Hebendorf in den 1810er Jahren mit zwei Herdstellen und einem Weiher, der als Himmelsteich sein Wasser aus Niederschlägen und Grundwasserzuläufen bezieht. Überschüssiges Wasser fließt in einem Bachlauf nach Westen und bei Treinfeld der Baunach zu.
Mit dem Gemeindeedikt zu Beginn des 19. Jahrhunderts im Königreich Bayern wurde der Ort ein Bestandteil der Ruralgemeinde Treinfeld. Im Jahr 1900 hatte der Ort 18 und 1950 31 Einwohner.
Im Zuge der Gebietsreform in Bayern  wurde Hebendorf  mit der gesamten Gemeinde Treinfeld am 1. Januar 1978 in den Markt Rentweinsdorf eingegliedert. Im Jahr 2014 zählte Hebendorf vier Einwohner. Nur der östliche der beiden Höfe und der Weiher sind noch erhalten. Der westliche Hof wurde abgerissen und eingeebnet, den ehemaligen Standort der Burg markiert ein mächtiger Baum, der als Naturdenkmal gilt.
Auf den ehemaligen landwirtschaftlichen Nutzflächen wurde 2010 nordwestlich des Ortes der größte Solarpark des Landkreises Haßberge errichtet. Auf 48 Hektar werden dort jährlich 13 Millionen Kilowattstunden Strom für 3700 Haushalte erzeugt.

## Verkehr
Den Anschluss an das öffentliche Straßenverkehrsnetz bildet ein nicht asphaltierter Feldweg, der in dem etwa eineinhalb Kilometer entfernten Treinfeld beginnt. Am südlichen Rand dieses Ortes befindet sich mit dem Haltepunkt Rentweinsdorf der Bahnstrecke Breitengüßbach–Ebern die nächstgelegene Bahnstation.